# Piper condotoense
Piper condotoense är en pepparväxtart som beskrevs av Trel. & Yunck.. Piper condotoense ingår i släktet Piper och familjen pepparväxter. Inga underarter finns listade i Catalogue of Life.